# شهرستان آران و بیدگل
شهرستان آران و بیدگل، یکی از شهرستان‌های استان اصفهان و در شمالی‌ترین نقطه آن واقع شده است. مرکز این شهرستان، شهر آران و بیدگل است. این شهرستان به عنوان شهرستان ( نمونه ی ) قرآنی کشور شناخته شده؛ و همچنین از این شهرستان به عنوان دارالشهدا، دارالاَمن و پایتخت فرش ماشینی کشور یاد می‌شود.

## جغرافیا
شهرستان آران و بیدگل که در حاشیه جنوب غربی کویر مرکزی ایران واقع شده از شمال به دریاچه نمک آران و بیدگل و استان‌های سمنان و قم، از غرب به شهرستان کاشان، از جنوب به شهرستان نطنز و از شرق به شهرستان اردستان محدود است.

شهرستان آران وبیدگل ۶۰۵۱ کیلومتر مربع وسعت دارد و به لحاظ کویری بودن منطقه، ۱۹۰۰ کیلومتر مربع (۳۱ درصد مساحت شهرستان) در تپه‌های شنی قرار گرفته که در اصطلاح محلی به آن بند ریگ می‌گویند.
در اعماق و سطح زمین‌های نواحی شمال شهرستان معادن غنی و فراوانی وجود دارد که مهم‌ترین آن‌ها حوزه‌های وسیع نفت، دریاچه ی نمک آران و بیدگل با وسعت ۲۰۰۰ کیلومتر مربع؛ و مهم تر از همه معادن تازه اکتشاف شده ی لیتیوم می باشد. از کوه‌های شهرستان آران و بیدگل می‌توان به کوه یخاب با ارتفاع ۲۳۸۸ متر در ۶۰ کیلومتری شرقی شهر، کوه آبریزان و بند ریگ اشاره کرد.

## تقسیمات کشوری
این شهرستان دارای دو بخش مرکزی و کویرات، ۴ شهر، ۳ دهستان و ۱۳ روستا بالای جمعیت ۱۰۰۰ نفر است.
- بخش مرکزی
  - سفیددشت

شهرها: آران و بیدگل، نوش‌آباد، سفیدشهر
- بخش کویرات
  - کویر
  - کویرات

شهرها: ابوزیدآباد

## اقتصاد و صنعت[۱۹]
شهرستان آران و بیدگل بیش از ۱۰% صنایع و کارخانجات صنعتی استان اصفهان را در خود جای داده به‌طوری که با ۱۰۱۰ کارخانه و واحد صنعتی تولیدی از نرخ پایین بیکاری برخوردار است و هم‌اکنون(‌سال۱۴۰۳) نرخ بیکاری‌اش منفی عنوان می‌شود.
شهرستان آران و بیدگل دارای ۵ شهرک، ناحیه و منطقه صنعتی است که از جمله قطب‌های مهم تولید فرش ماشینی در کشور بوده و حدود ۱۷ هزار نفر اشتغال‌زایی ایجاد کرده است. تعدادی از صادر کننده‌های نمونه ملی و استانی از افتخارات این شهرستان محسوب می‌شود.
صنعت و معدن مجموعه فعالیت‌هایی است که برای تغییر و ترکیب فیزیکی و شیمیایی کلیه عوامل جهت برطرف کردن نیازهای مصرفی، واسطه‌ای و سرمایه‌ای افراد و بنگاه‌های تولیدی صورت می‌گیرد. با توجه به نقش روزافزون صنعت و معدن در ایجاد توسعه‌ی اقتصادی و نقش مهم آن در اشتغال‌زایی، بررسی وضعیت این بخش از نظر شاخص‌های اقتصادی اهمیت بسیاری دارد.

### الف) صنعت فرش ماشینی:
۱۰۱۰ کارخانه واحد صنعتی- تولیدی موجود و فعال شهرستان آران و بیدگل در ۵ شهرک، ناحیه و منطقه صنعتی سلیمان صباحی، هلال، انصار نوش آباد، مالک اشتر علی‌آباد بخش مرکزی و قاضی آران و بیدگل فعالند که ۸۱۰ کارخانه در حوزه تولیدات فرش ماشینی فعالیت می‌کنند. سالیانه بیش از ۵۰ میلیون متر مربع فرش ماشینی تولید و به بازارهای داخلی و حدود ۱۸ کشور خارجی صادرات انجام می‌شود.
در شهرستان آران و بیدگل درآمد ناشی از صادرات سالیانه، بیش از ۱۵۰ میلیون دلار ارزیابی می‌شود و این شهرستان در کسب درآمدهای ارزی برای کشور نقش‌آفرینی برجسته‌ای دارد.
شهرستان آران و بیدگل با این مقدار تولیدات فرش،‌ قطب اول تولید فرش ماشینی کشور محسوب می شود و پس از غازی عنتب ترکیه قطب دوم تولید فرش ماشینی در جهان به حساب می‌آید.

### ب) فرش دستبافت:
هر چند امروزه فرش دستبافت در شهرستان آران و بیدگل همچون گذشته از بازار پررونقی برخوردار نیست و طی چند ساله اخیر روند نزولی داشته و دارد ولی با این حال چیزی از ارزشهای هنری بافندگان کم نمی‌کند؛ بافندگانی که دارهای قالی خود را کنج اتاق‌های کم‌نور برپا می‌کنند و با دستان پرتوان خود، تاروپودها را به‌هم گره می‌زنند تا شاید با عرضه آن به بازار گره‌ای از مشکلات زندگی آنها باز شود به‌طوری که نقشی از گلهای سرخ، سپید و رنگارنگ بر زمینه قالی می‌بافند تا شاید با بافتن این گلها، شادی را به جمع خانواده خود به ارمغان بیاورند و آنگاه چند ماهی از عمر عزیز خود را پای گره نقش‌ها می‌ریزند و فروغ چشمهایشان را سخاوتمندانه هدیه می‌کنند تا بتوانند بر مشکلات خود فائق آیند.
عدم جایگاه واقعی فرش در بین خانوارهای ایرانی به‌علت مشکلات اقتصادی جامعه، روز به‌ روز تولیدات فرش دستباف را با کاهش چشمگیری مواجه ساخته است.

### ج) صنایع فولاد

#### مجتمع فولاد کویر:
مجتمع فولاد کویر در سال ۱۳۷۹ فعالیت خود را در زمینه بازرگانی و تجارت آغاز کرد. پس از مدتی، سهامداران شرکت با شناخت صحیح از بازار و نیازهای اقتصادی منطقه، ماهیت شرکت را در سال ۱۳۸۱ از تجاری و بازرگانی به تولیدی تغییر داده و مجتمع تولیدی سپید فراب کویر را در شهرستان آران و بیدگل راه‌اندازی کردند.
این مجتمع نخستین تولید کننده میلگردهای فولادی با سیستم اتوماسیون صنعتی در کشور است که فعالیت تولیدی خود را از سال ۱۳۸۶ با هدف تولید ۳۵۰ هزار تن میلگرد شاخه و کلاف ساختمانی آغاز کرد.
فولاد کویر پس از گذشت دو سال از آغاز فعالیت مجتمع به ظرفیت اسمی خود دست یافت که این موضوع در نوع خود کم نظیر است. همچنین مجتمع فولاد کویر در سال ۱۳۸۹ با تکیه بر دانش بومی متخصصین جوان و با انگیزه خود توانست به رکورد بی‌نظیر دو برابر ظرفیت اسمی دست پیدا کند که این رکورد توسط سازندگان تجهیزات که از کشور آلمان می باشد تایید شد.
مجتمع فولاد کویر همچنین در سال ۱۳۹۵ نیز اقدام به خرید، نصب و راه‌اندازی خط دوم خود با هدف تولید میلگرد‌های شاخه فولادی نمود که در این زمینه نیز در کمتر از یک سال توانست به رکورد بی‌نظیر دستیابی به ظرفیت اسمی پس از یک سال از زمان بهره‌برداری برسد.
مجتمع فولاد کویر بعنوان بزرگترین تولید کننده میلگرد در کشور، بزرگترین تولید کننده میلگردهای کلاف مورد مصرف در طیف وسیعی از صنایع پایین دستی در ایران است. مجتمع فولاد کویر با تکیه بر توان داخلی متخصصین جوان خود توانسته است در حوزه‌های افزایش ظرفیت تولید مجتمع بدون استفاده از دانش خارجی، تولید محصولات جدید فولادی در تمامی موارد که شامل ۴۰ گرید فولادی و ۴۵۰ سبد محصولی (گرید سایز) برای اولین بار در کشور را رقم زند.
خطوط تولید مجتمع فولاد کویر از پیشرفته‌ترین خطوط تولید نورد محصولات فولادی در دنیا ست اما این خطوط با هدف تولید محصولات ساختمانی نصب و راه اندازی شده است. با توجه به شرایط کشور طی سالیان اخیر و همچنین پیرو ابلاغ سیاست های اقتصاد مقاومتی که یکی از اصول آن تکیه بر توان تولید داخلی می باشد، این مجتمع نیز با احساس این تکلیف عظیم و خطیر قدم در راه تولید محصولات مورد نیاز در صنایع تکمیلی کشور نهاد.
ظرفیت تولید مجتمع فولاد کویر در زمینه تولید گرید مختلف فولادی به صورت کلاف، ۵۰ هزار تن در ماه و در زمینه تولید گریدهای مختلف فولادی به صورتbar، ۶۰ هزار تن در ماه است. شروع فعالیت‌های این مجتمع در زمینه تولید محصولات فوق با ارزیابی توان تولید فولاد سازان کشور آغاز شد که با توجه به عدم وجود طرح های اولیه و اجرا شده ظرفیت فولاد کشور در زمینه تولید فولادهای کیفی، با رایزنی های انجام شده و تشکیل تیم های تحقیقاتی مشترک و صرف هزینه توسط مجتمع فولاد کویر اقدام به تولید نمونه‌های اولیه سپس تولید محصول نوردی و نهایتاً تست محصولات در صنایع پایین دستی و اخذ بازخورد در جهت بهبود کیفیت شد.
آغاز این مسیر در سال ۱۳۹۳ بود که هم اکنون مجتمع فولاد کویر با تولید ۴۵۰ گرید سایز محصول کلاف نوردی بزرگترین تولید‌کننده کلاف‌های کیفی، آلیاژی و میکرو آلیاژی در کشور است.
علاوه بر تولیدات فوق، تولید محصولات استراتژیک مورد نیاز کشور به صورت پروژه‌ای و در مقاطع خاص نیز در دستور کار این مجتمع قرار دارد.
اما با این وجود، مجتمع فولاد کویر به دلیل آسیب های زیست محیطی و مصرف آب بالا، تهدید جدی برای آینده ی شهرستان به حساب می آید.

### بخش معدن
در حال حاضر ۱۷ معدن در زمینه استخراج سنگ گچ، سلستین، سنگ لاشه آذرین و خاک سرخ با سرمایه‌گذاری بالغ بر ۲۵/۴۴۶۶۱۸ میلیون ریال، ذخیره قطعی۳/۶۳۱۲ هزار تن، اشتغال ۸۹ نفر و ظرفیت اسمی ۴/۵۲۷ هزار تن در حال فعالیت می‌باشد.
از معادن غنی و دست نخورده شهرستان آران و بیدگل، صنایع و معادن موجود در دریاچه نمک با وسعت ۲۴۰۰ کیلومتر مربع به عنوان بزرگ‌ترین و بهترین منبع ذخیره نمک آبی و ترکیبات منیزیم است که در حاشیه آن معادن خاک‌رس مرغوب، کائولن، سولفات سدیم، سیلیس، باریت و خاک‌های صنعتی وجود دارد که در صنایع نسوز و سرامیک سازی، شیشه، ریخته‌گری، مواد شوینده، آلیاژها و صنعت پزشکی در داخل و خارج کشور کاربرد فراوان دارد. ضرورت برنامه‌ریزی جهت راه‌اندازی و احداث کارخانه‌های مرتبط و مربوطه می‌تواند به توسعه شتاب‌زای شهرستان کمک کند و این شهرستان را از تک محصولی بودن خارج کند.

### بخش تجارت
در شهرستان آران و بیدگل با حضور تعداد ۱۴ اتحادیه، زمینه فعالیت ۳۹۰۵ واحد صنفی را فراهم نموده است.

### کشاورزی
در راستای تامین امنیت غذایی شهرستان آران و بیدگل و افزایش تولیدات کشاورزی، زراعی، دامی و آبزی و ارتقای بهره‌وری آب و خاک کشاورزی جهت حصول شاخص‌های کمی تدوین استراتژی توسعه کشاورزی در شهرستان آران و بیدگل ضروری است.
شهرستان آران و بیدگل با محدودیت‌هایی نظیر محدودیت آب و خاک و نیز بالا‌ بودن درجه حرارت در تابستان و سرمای شدید در زمستان مواجه است که ترویج کشاورزی را با مشکلاتی روبه‌رو کرده ‌است به‌همین دلیل اصلاح الگوهای کشت، ضرورتی اجتناب ناپذیر است.
ترویج باغات پسته، کشت زعفران، کشت گل‌محمدی و گیاهان دارویی به‌عنوان محصولات کم‌آب‌بر و جایگزین کاشت پنبه، طالبی و غیره می‌تواند به توسعه کشاورزی این منطقه کمک کند. برای مثال با به زیر‌کشت بردن ۱۰۰ هکتار از اراضی کشاورزی برای کاشت زعفران در افق ۱۴۰۴، این شهرستان از آمادگی لازم برای برداشت ۴۰۰ کیلوگرم زعفران برخوردار می‌شود .
شهرستان آران و بیدگل در بخش تولیدات زراعی و باغی، سالانه ۸۶ هزار تن محصول شامل ۸۱ هزار تن گندم، جو، سبزی و صیفی‌جات و پنبه در بخش زراعی و ۵ هزار تن محصول در بخش باغی شامل پسته، انار، گل‌محمدی، زعفران، خرما و محصولات گلخانه‌ای روانه بازار می‌کند.
سالانه بیش از ۴۰ هزار تن تولیدات دامی و پروتیئنی شامل ۵ هزار تن تخم‌مرغ، ۴ هزارتن گوشت مرغ، ۶۰ تن گوشت ماهی، ۱۵۰۰ تن گوشت قرمز، ۳۰ هزار تن شیر، ۷.۵ تن عسل و ۱۳ کیلو خاویار از شهرستان آران و بیدگل روانه بازار می‌شود.
هم اکنون حدود ۲۰ هزار رأس دام سنگین و ۸۰ هزار رأس دام سبک و دو هزار دامدار در شهرستان آران و بیدگل وجود دارد.
وضعیت صادرات محصولات کشاورزی شهرستان به استانها و خارج از کشور :
پسته یکی از محصولات صادراتی بخش کشاورزی شهرستان است که به خارج از کشور و سایر استانهای کشور صادر می گردد. گوشت سفید،قرمز و محصولات صیفی و سبزی نیز به سایر شهرستانها صادر می شود.
با توجه تامین آب کشاورزی شهرستان از منابع زیر زمینی و چاه های عمیق و نیمه عمیق ، خشکسالی چند سال اخیر تاثیر چندانی در تولید محصولات گیاهی نداشته ولی در زمینه تولیدات دامی باتوجه به خشک شدن مراتع و افزایش قیمت خوراک دام تاثیر زیادی در این زمینه داشته و فشار زیادی به گله‌داران و دامداران وارد نموده است.